# Mahura sorenseni
Mahura sorenseni är en spindelart som beskrevs av Forster och Wilton 1973. Mahura sorenseni ingår i släktet Mahura och familjen trattspindlar. Inga underarter finns listade i Catalogue of Life.